# ATP Adelaide
Das ATP Adelaide (offiziell: Adelaide International) ist ein Tennisturnier, das zunächst jährlich von 1974 bis 2008 im australischen Adelaide ausgetragen wurde. Danach verlegte man das Turnier nach Brisbane. Seit 2020 gehört das Turnier wieder zum Kalender der ATP Tour. Zeitgleich findet ein Turnier der Damen statt. Das Turnier findet zum Anfang des Jahres im Januar statt, dauert eine Woche und wird auf Hartplatz gespielt. Es gehört zur ATP Tour 250 innerhalb der ATP Tour.

## Geschichte
Das Turnier und deren Zugehörigkeit war oftmals chaotisch. Es fand zunächst von 1972 bis 1989 als South Australian Championships statt. 1988 und 1989 war das Turnier zusätzlich Teil der australischen Hartplatzmeisterschaften, die ab 1938 in verschiedenen australischen Städten ausgetragen wurden. Von 1990 bis zur vorerst letzten Austragung 2008 war das Turnier lediglich Teil der Hartplatz-Meisterschaften. 2020 wurde das Turnier wieder in den Kalender der ATP aufgenommen.
Aufgrund der COVID-19-Pandemie wurde die Ausgabe 2021 einmalig verlegt und fand ausnahmsweise Anfang Februar mit einem vergrößerten Feld von 56 Einzelspielern und 24 Doppelpaaren, jedoch ohne Qualifikation, statt. Zeitgleich fanden in diesem Jahr am gleichen Ort ein Turnier in Melbourne statt, das eine eigene Lizenz hatte und deswegen separat aufgeführt wird.

## Siegerliste
Tommy Haas war im Jahr 2001 der einzige Deutsche, der das Turnier gewinnen konnte. Sechs Spieler konnten den Titel zweimal einfahren: Mike Bauer, Mark Woodforde, Nicklas Kulti, Jewgeni Kafelnikow, Lleyton Hewitt und Novak Đoković. Im Doppel gewannen Mark Woodforde und Todd Woodbridge jeweils drei Titel. Jüngster Titelträger ist Lokalmatador Lleyton Hewitt, der 1998 mit 16 Jahren und 11 Monaten sein erstes ATP-Turnier für sich entscheiden konnte.

### Einzel
| Jahr                        | Sieger                  | Finalgegner             | Finalergebnis           |
| --------------------------- | ----------------------- | ----------------------- | ----------------------- |
| 2025                        | Félix Auger-Aliassime   | Sebastian Korda         | 6:3, 3:6, 6:1           |
| 2024                        | Jiří Lehečka            | Jack Draper             | 4:6, 6:4, 6:3           |
| 2023 (II)                   | Kwon Soon-woo           | Roberto Bautista Agut   | 6:4, 3:6, 7:64          |
| 2023 (I)                    | Novak Đoković (2)       | Sebastian Korda         | 6:78, 7:63, 6:4         |
| 2022 (II)                   | Thanasi Kokkinakis      | Arthur Rinderknech      | 6:76, 7:65, 6:3         |
| 2022 (I)                    | Gaël Monfils            | Karen Chatschanow       | 6:4, 6:4                |
| 2021                        | Jannik Sinner           | Stefano Travaglia       | 7:64, 6:4               |
| 2020                        | Andrei Rubljow          | Lloyd Harris            | 6:3, 6:0                |
| 2009–2019: keine Austragung |                         |                         |                         |
| 2008                        | Michaël Llodra          | Jarkko Nieminen         | 6:3, 6:4                |
| 2007                        | Novak Đoković (1)       | Chris Guccione          | 6:3, 6:76, 6:4          |
| 2006                        | Florent Serra           | Xavier Malisse          | 6:3, 6:4                |
| 2005                        | Joachim Johansson       | Taylor Dent             | 7:5, 6:3                |
| 2004                        | Dominik Hrbatý          | Michaël Llodra          | 6:4, 6:0                |
| 2003                        | Nikolai Dawydenko       | Kristof Vliegen         | 6:2, 7:63               |
| 2002                        | Tim Henman              | Mark Philippoussis      | 6:4, 6:76, 6:3          |
| 2001                        | Tommy Haas              | Nicolás Massú           | 6:3, 6:1                |
| 2000                        | Lleyton Hewitt (2)      | Thomas Enqvist          | 3:6, 6:3, 6:2           |
| 1999                        | Thomas Enqvist          | Lleyton Hewitt          | 4:6, 6:1, 6:2           |
| 1998                        | Lleyton Hewitt (1)      | Jason Stoltenberg       | 3:6, 6:3, 7:64          |
| 1997                        | Todd Woodbridge         | Scott Draper            | 6:2, 6:1                |
| 1996                        | Jewgeni Kafelnikow (2)  | Byron Black             | 7:60, 3:6, 6:1          |
| 1995                        | Jim Courier             | Arnaud Boetsch          | 6:2, 7:5                |
| 1994                        | Jewgeni Kafelnikow (1)  | Alexander Wolkow        | 6:4, 6:3                |
| 1993                        | Nicklas Kulti (2)       | Christian Bergström     | 3:6, 7:5, 6:4           |
| 1992                        | Goran Ivanišević        | Christian Bergström     | 1:6, 7:65, 6:4          |
| 1991                        | Nicklas Kulti (1)       | Michael Stich           | 6:3, 1:6, 6:2           |
| 1990                        | Thomas Muster           | Jimmy Arias             | 3:6, 6:2, 7:5           |
| 1989                        | Mark Woodforde (2)      | Patrik Kühnen           | 7:5, 1:6, 7:5           |
| 1988                        | Mark Woodforde (1)      | Wally Masur             | 6:2, 6:4                |
| 1987                        | Wally Masur             | Bill Scanlon            | 6:4, 7:6                |
| 1986                        | keine Austragung        | keine Austragung        | keine Austragung        |
| 1985                        | Eddie Edwards           | Peter Doohan            | 6:2, 6:4                |
| 1984                        | Peter Doohan            | Huub van Boeckel        | 1:6, 6:1, 6:4           |
| 1983                        | Mike Bauer (2)          | Miloslav Mečíř          | 3:6, 6:4, 6:1           |
| 1982                        | Mike Bauer (1)          | Chris Johnstone         | 4:6, 7:6, 6:2           |
| 1981                        | Mark Edmondson          | Brad Drewett            | 7:5, 6:2                |
| 1980                        | keine Austragung        | keine Austragung        | keine Austragung        |
| 1979                        | Kim Warwick             | Bernard Mitton          | 7:5, 6:4                |
| 1978                        | nicht Teil der ATP-Tour | nicht Teil der ATP-Tour | nicht Teil der ATP-Tour |
| 1977                        | Victor Amaya            | Brian Teacher           | 6:1, 6:4                |
| 1976                        | John James              | Bill Durham             | 6:4, 6:4                |
| 1975                        | Syd Ball                | John Lloyd              | 6:4, 7:5, 6:3           |
| 1974                        | Dick Stockton           | Geoff Masters           | 6:2, 6:3, 6:2           |
| 1973                        | Jiří Hřebec             | Bob Giltinan            | 6:4, 2:6, 6:4, 6:2      |
| 1972                        | Alexander Metreweli     | Kim Warwick             | 6:3, 6:3, 7:6           |

### Doppel
| Jahr                        | Sieger                                 | Finalgegner                       | Finalergebnis           |
| --------------------------- | -------------------------------------- | --------------------------------- | ----------------------- |
| 2025                        | Simone Bolelli Andrea Vavassori        | Kevin Krawietz Tim Pütz           | 4:6, 7:4, [11:9]        |
| 2024                        | Rajeev Ram Joe Salisbury               | Rohan Bopanna Matthew Ebden       | 7:5, 5:7, [11:9]        |
| 2023 (II)                   | Marcelo Arévalo Jean-Julien Rojer      | Ivan Dodig Austin Krajicek        | kampflos                |
| 2023 (I)                    | Lloyd Glasspool Harri Heliövaara       | Jamie Murray Michael Venus        | 6:3, 7:63               |
| 2022 (II)                   | Wesley Koolhof Neal Skupski            | Ariel Behar Gonzalo Escobar       | 7:65, 6:4               |
| 2022 (I)                    | Rohan Bopanna Ramkumar Ramanathan      | Ivan Dodig Marcelo Melo           | 7:66, 6:1               |
| 2021                        | Jamie Murray Bruno Soares              | Juan Sebastián Cabal Robert Farah | 6:3, 7:67               |
| 2020                        | Máximo González Fabrice Martin         | Ivan Dodig Filip Polášek          | 7:612, 6:3              |
| 2009–2019: keine Austragung |                                        |                                   |                         |
| 2008                        | Martín Alberto García Marcelo Melo     | Chris Guccione Robert Smeets      | 6:3, 3:6, [10:7]        |
| 2007                        | Wesley Moodie Todd Perry               | Novak Đoković Radek Štěpánek      | 6:4, 3:6, [15:13]       |
| 2006                        | Jonathan Erlich Andy Ram               | Paul Hanley Kevin Ullyett         | 7:64, 7:610             |
| 2005                        | Xavier Malisse Olivier Rochus          | Simon Aspelin Todd Perry          | 7:65, 6:4               |
| 2004                        | Bob Bryan Mike Bryan                   | Arnaud Clément Michaël Llodra     | 7:5, 6:3                |
| 2003                        | Jeff Coetzee Chris Haggard             | Maks Mirny Jeff Morrison          | 2:6, 6:4, 7:67          |
| 2002                        | Wayne Black Kevin Ullyett              | Bob Bryan Mike Bryan              | 7:5, 6:2                |
| 2001                        | David Macpherson Grant Stafford        | Wayne Arthurs Todd Woodbridge     | 6:75, 6:4, 6:4          |
| 2000                        | Mark Woodforde (3) Todd Woodbridge (3) | Lleyton Hewitt Sandon Stolle      | 6:4, 6:2                |
| 1999                        | Gustavo Kuerten Nicolás Lapentti       | Jim Courier Patrick Galbraith     | 6:4, 6:4                |
| 1998                        | Joshua Eagle Andrew Florent            | Ellis Ferreira Rick Leach         | 6:4, 6:7, 6:3           |
| 1997                        | Patrick Rafter Bryan Shelton           | Mark Woodforde Todd Woodbridge    | 6:4, 1:6, 6:3           |
| 1996                        | Mark Woodforde (2) Todd Woodbridge (2) | Jonas Björkman Tommy Ho           | 7:5, 7:6                |
| 1995                        | Jim Courier Patrick Rafter             | Byron Black Grant Connell         | 7:6, 6:4                |
| 1994                        | Mark Kratzmann (2) Andrew Kratzmann    | David Adams Byron Black           | 6:4, 6:3                |
| 1993                        | Mark Woodforde (1) Todd Woodbridge (1) | John Fitzgerald Laurie Warder     | 6:4, 7:5                |
| 1992                        | Goran Ivanišević Marc Rosset           | Mark Kratzmann Jason Stoltenberg  | 7:6, 7:6                |
| 1991                        | Wayne Ferreira Stefan Kruger (2)       | Paul Haarhuis Mark Koevermans     | 6:4, 4:6, 6:4           |
| 1990                        | Andrew Castle Nduka Odizor             | Alexander Mronz Michiel Schapers  | 7:6, 6:2                |
| 1989                        | Neil Broad Stefan Kruger (1)           | Mark Kratzmann Glenn Layendecker  | 6:2, 7:6                |
| 1988                        | Darren Cahill Mark Kratzmann (1)       | Carl Limberger Mark Woodforde     | 4:6, 6:2, 7:5           |
| 1987                        | Ivan Lendl Bill Scanlon                | Peter Doohan Laurie Warder        | 6:7, 6:3, 6:4           |
| 1986                        | keine Austragung                       | keine Austragung                  | keine Austragung        |
| 1985                        | Mark Edmondson Kim Warwick             | Nelson Aerts Tomm Warneke         | 6:4, 6:4                |
| 1984                        | Broderick Dyke Wally Masur             | Peter Doohan Brian Levine         | 4:6, 7:5, 6:1           |
| 1983                        | Craig A. Miller Eric Sherbeck          | Broderick Dyke Rod Frawley        | 6:3, 4:6, 6:4           |
| 1982                        | Pat Cash Chris Johnstone               | Broderick Dyke Wayne Hampson      | 6:3, 6:7, 7:6           |
| 1981                        | Colin Dibley (2) John James            | Eddie Edwards Craig Edwards       | 6:3, 6:4                |
| 1980                        | nicht Teil der ATP-Tour                | nicht Teil der ATP-Tour           | nicht Teil der ATP-Tour |
| 1979                        | Colin Dibley (1) Chris Kachel          | John Alexander Phil Dent          | 6:7, 7:6, 6:4           |
| 1978                        | nicht Teil der ATP-Tour                | nicht Teil der ATP-Tour           | nicht Teil der ATP-Tour |
| 1977                        | Cliff Letcher Dick Stockton            | Syd Ball Kim Warwick              | 6:3, 6:4                |
| 1976                        |                                        |                                   |                         |
| 1975                        |                                        |                                   |                         |
| 1974                        | Grover Reid Allan Stone                | Mike Estep Paul Kronk             | 7:6, 6:4                |
| 1973                        |                                        |                                   |                         |
| 1972                        |                                        |                                   |                         |